# Gołąb białobrzuchy
Gołąb białobrzuchy (Columba leuconota) – gatunek średniej wielkości ptaka z rodziny gołębiowatych (Columbidae). Występuje w górzystych rejonach południowej połowy Azji. Nie jest zagrożony wyginięciem.

## Charakterystyka

### Morfologia

#### Wymiary[4]
Długość całego ciała: 31,7–34,6 cm (samiec), 31,5–32,8 cm (samica)
Skrzydło: 22,8–24 cm (samiec), 22,9–23,5 cm (samica)
Ogon: 10,2–12,2 cm
Dziób: 1,7–1,9 cm
Skok: 2,8–3 cm
Masa ciała: 255–307 g

#### Wygląd
Głowa ciemnoszara, wyraźnie kontrastująca z białym upierzeniem na szyi. Górna część grzbietu i małych pokryw skrzydłowych oraz barkówki bladoszare z brązowym odcieniem. Pokrywy pierwszego rzędu prawie czarne. Średnie pokrywy skrzydłowe z intensywnie brązowymi smugami. Niższe partie małych pokryw skrzydłowych jasnoszare. Pierwszo- i drugorzędowe lotki szare z szerokim czarnobrązowym pasem ciągnącym się w stronę końcówek piór oraz wzdłuż ich brzegów. Lotki trzeciego rzędu szarawe, u podstawy brązowe. 
Kuper bardzo ciemny, prawie czarny. Ogon czarny z białą obrączką w kształcie litery V, biegnącą od podstawy środkowych do zewnętrznych piór ogona. Od spodu ciało kremowobiałe poza ciemnoszarym gardłem i jasnoszarymi bokami ciała oraz pokrywami podogonowymi. Spodnia część ogona pokryta takim samym wzorem jak wierzchnia, ale z szarą barwą zamiast czarnej. Tęczówka żółta. Skóra przy oczodołach czarna. Dziób ciemny z brązowawą lub prawie czarną woskówką. Nogi czerwone z czarnymi pazurami.
Brak wyraźnego dymorfizmu płciowego – samica jest zazwyczaj nieznacznie mniejsza od samca, jej skrzydła mogą być nieco bardziej brązowawe, a znaczenia na pokrywach skrzydłowych mniej wyraziste.
Młode osobniki jaśniejsze, mają szare i brązowe pióra o bladych brzegach. Części ciała, które u dojrzałych ptaków są kremowobiałe, u młodych mają płowożółty lub szarawy odcień. Nogi w całości czarne, a tęczówki ciemne. Pierzenie młodych trwa 40–45 dni.

## Występowanie

### Środowisko
Zazwyczaj przebywa na wysokościach w przedziale 3000–5000 m (w zimie niżej – od 1500 m, gdzie jest cieplej). Spotykany na wychodniach skalnych, urwiskach i w okolicach spadzistych wąwozów, również w jaskiniach i na polach uprawnych.

### Zasięg występowania
Podgatunek nominatywny spotykany często od Pamiru w południowo-zachodnim Tadżykistanie, na wschód wzdłuż południowej strony Himalajów, w północno-wschodnim Afganistanie, północno-zachodnim Pakistanie, Kaszmirze, Nepalu i Sikkimie. Dla C. l. gradaria zob. Podgatunki.

## Pożywienie
Gołąb białobrzuchy spożywa jagody, pączki oraz kiełki. Żywi się nasionami ziół, cebulkami rdestu i krokusów, niewielkimi korzonkami oraz ziarnem.

## Tryb życia i zachowanie
W czasie lata spotykany w parach lub w małych stadach, w zimie może zbierać się w grupy liczące ok. 150 lub więcej osobników, często łącząc się wówczas z gołębiem górskim. Poszukuje pożywienia na trawiastych zboczach, wokół płatów topniejącego śniegu lub na polach uprawnych w pobliżu górskich siedzib ludzkich. Dzięki swojemu ubarwieniu jest słabo widoczny na skalistym tle, również z małych odległości.
Głos: opisywany jako dźwięk podobny do czkawki, po którym następuje podwójne kuck-kuck i powtórzenie pierwszego odgłosu.

## Rozród

### Okres godowy
Toki: samiec może pochylać głowę i podnosić tylną część ciała, co przypomina nieco ukłon. Ponadto wykonuje pokazowy lot, gdzie skrzydła są szeroko rozkładane, a następnie uderzają o siebie.
Habitat: miejsca trudno dostępne, np. jaskinie, półki i szczeliny skalne. Często gniazduje w koloniach.
Gniazdo: lekka konstrukcja wykonana z gałązek, splątanej trawy i pojedynczych piór. Już istniejące gniazda mogą być wykorzystywane w kolejnych latach.

### Okres lęgowy
Jaja: samica znosi od jednego do trzech jaj między majem a lipcem. W ciągu roku wyprowadzany jest jeden lęg.
Wysiadywanie: trwa 17–19 dni.

## Status zagrożenia
W Czerwonej księdze gatunków zagrożonych IUCN gołąb białobrzuchy jest klasyfikowany jako gatunek najmniejszej troski (LC – Least Concern). Liczebność populacji nie została oszacowana, ale ptak ten opisywany jest jako pospolity. Ze względu na brak dowodów na spadki liczebności bądź istotne zagrożenia dla gatunku BirdLife International ocenia trend liczebności populacji jako stabilny.

## Podgatunki
| Wyróżniane podgatunki               | Wyróżniane podgatunki |
| ----------------------------------- | --- |
| C. l. leuconota Vigors, 1831        | Podgatunek nominatywny. Góry Ałajskie (południowy Kirgistan), na południe przez Pamir do Himalajów (od zachodniego Afganistanu do Sikkimu). |
| C. l. gradaria E.J.O. Hartert, 1916 | Góry wschodniego Tybetu, od wschodu Qinghai do Junnan, Bhutan, północna Mjanma. Podobny do podgatunku nominatywnego, ale ciemne smugi na pokrywach skrzydłowych i lotkach trzeciorzędowych są mniejsze i mniej wyraziste. Skrzydło osiąga długość 24–25,8 cm. |